# 红色斑皿蛛
红色斑皿蛛（学名：Lepthyphantes retilalus）为皿蛛科斑皿蛛属的动物。在中国大陆，分布于山西等地。该物种的模式产地在山西翼城。